# Олівський собор
Архикатедральна базиліка в Гданську-Оліві, або Олі́вський собор (пол. Bazylika archikatedralna w Gdańsku-Oliwie) — головний храм Гданської архідієцезії Римо-католицької церкви в Польщі. Розташований у районі Оліва, Гданськ. Тринавна базиліка з трансептом і багатокутним замкнутим вівтарем з обходом. Офіційна назва — Базиліка Святої Трійці, Пресвятої Богородиці та святого Бернара. Усипальниця померанських герцогів Грифичів.

## Історія
На місці сучасного костелу існував християнський монастир ще з 1186 року. Сучасна будівля веде свою історію з 1594 року, будучи освяченою єпископом Єронімом Роздражевським. 1925 з установленням Гданської дієцезії храм був піднесений до рангу кафедрального, а 1992 — до архікафедрального. В храмі знаходиться гробниця померанських князів. В базиліці також проводяться концерти органної музики.

## Галерея

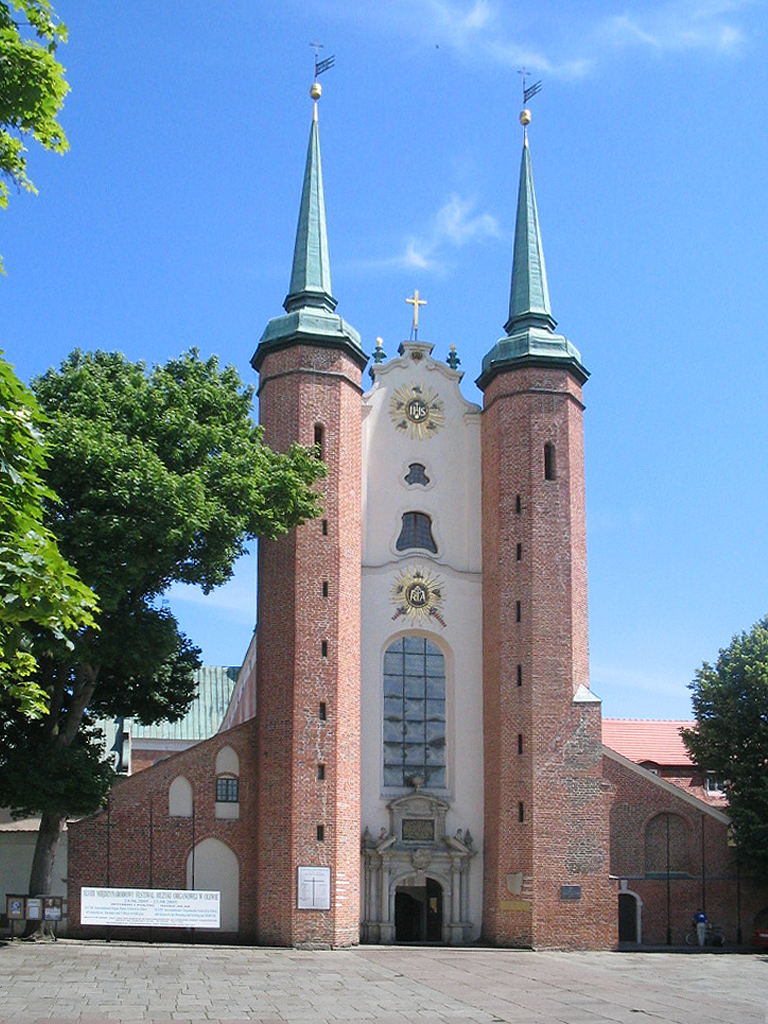
Вигляд ззовні
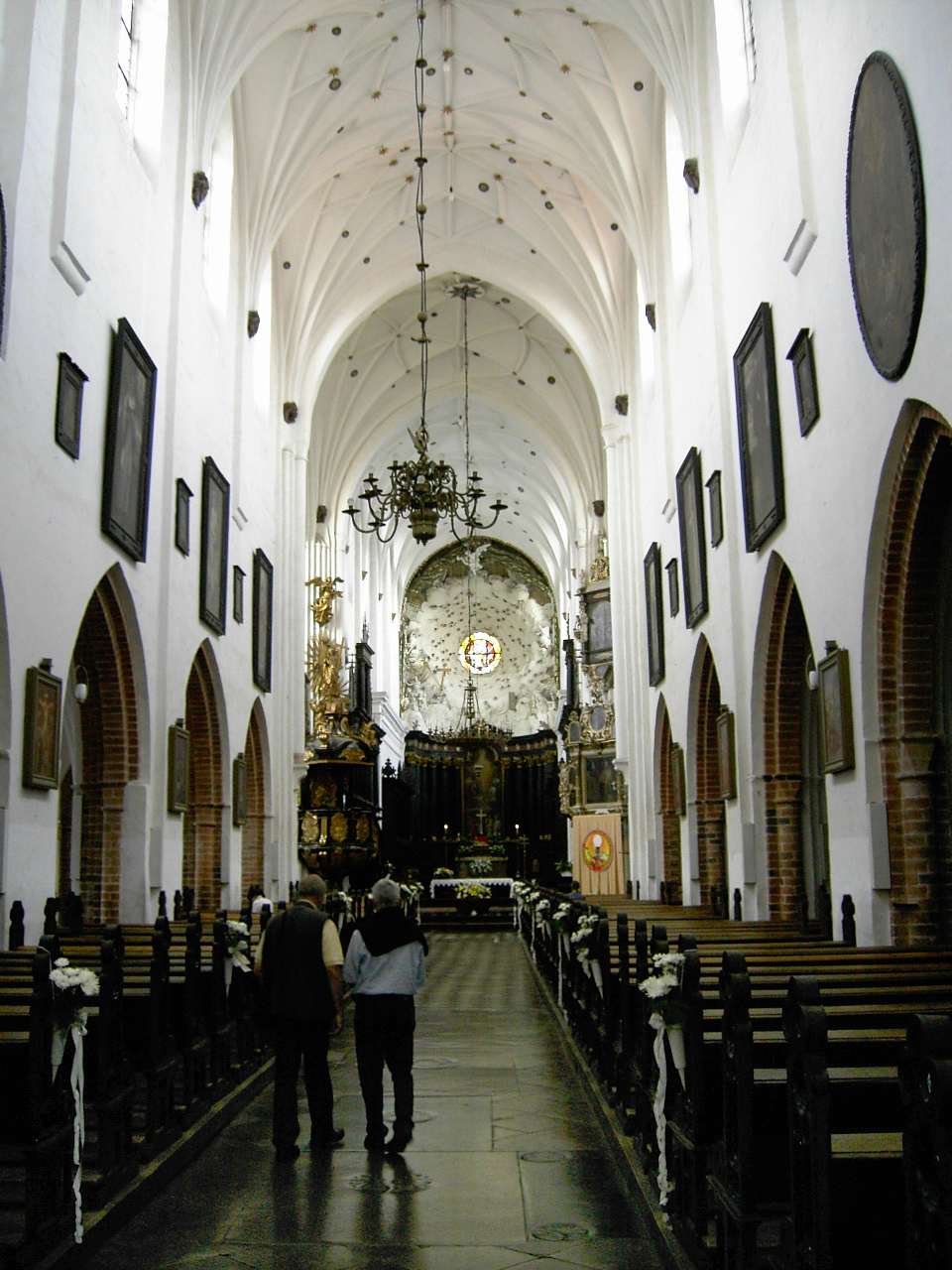
Вигляд зсередини
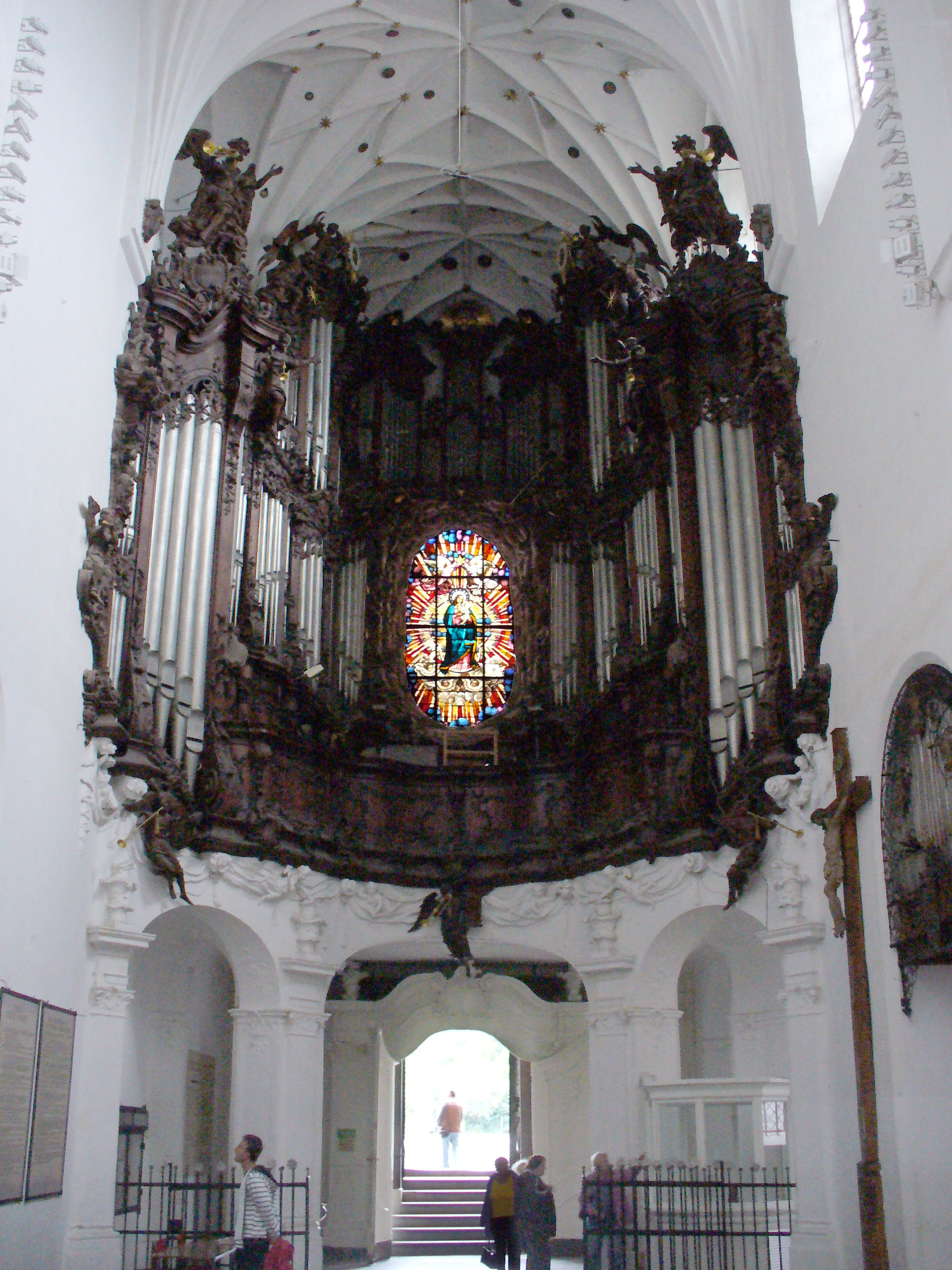
Великий орган